# Letis hypnois
Letis hypnois är en fjärilsart som beskrevs av Jacob Hübner 1806. Letis hypnois ingår i släktet Letis och familjen nattflyn. Inga underarter finns listade i Catalogue of Life.